# Ahmad Hasan al-Bakr
Ahmad Hasan al-Bakr, arab. أحمد حسن البكر  (ur. 1 lipca 1914 w Tikricie, zm. 4 października 1982 w Bagdadzie) – iracki polityk i czwarty prezydent Iraku, pełniący swój urząd od 17 lipca 1968 do 16 lipca 1979. Przewodniczący Bagdadzkiego oddziału partii Baas oraz irackiej komórki tego ugrupowania.

## Życiorys

### Wczesna działalność
Początkowo pracował jako nauczyciel. Następnie został oficerem armii irackiej, dosłużył się stopnia pułkownika. Utożsamiał się z poglądami irackich nacjonalistów skupionych wokół złotego Czworoboku, brał udział w zamachu stanu przeprowadzonym w 1941 przez Raszida Alego al-Kilaniego. W 1958 uczestniczył w rewolucji, która obaliła iracką monarchię.
W okresie rządów Rady Rewolucyjnych Dowódców na czele z Abd al-Karimem Kasimem, po rewolucji w lipcu 1958, był odpowiedzialny za poprawę relacji ze Związkiem Radzieckim. Zasiadał w utworzonym po przewrocie sądzie ludowym, który miał sądzić przeciwników rewolucji.
W rok po zamachu, podejrzany o prowadzenie działalności antyrządowej, został zmuszony do odejścia z armii. Wkrótce po przymusowym zakończeniu służby objął funkcję przewodniczącego militarnego wydziału irackiej partii Baas.
Brał udział w organizacji zamachu stanu w lutym 1963, podczas którego rząd Abd al-Karima Kasima został obalony, a on sam – zamordowany. Władzę w Iraku objęła partia Baas, a Ahmad Hasan al-Bakr został wiceprezydentem kraju; prezydenturę baasiści oddali w ręce bardziej znanego i doświadczonego gen. Abd as-Salama Arifa. Al-Bakr został następnie również premierem. Za jego wiedzą i pod jego kierunkiem partia Baas przeprowadziła zmasowane represje przeciwko innym partiom lewicowym, w szczególności Irackiej Partii Komunistycznej. W ich toku ponad 10 tys. działaczy zostało zamordowanych, a ponad 100 tys. uwięzionych.
Ahmad Hasan al-Bakr zgromadził wokół siebie grupę zwolenników wywodzących się, podobnie jak on sam, z Tikritu. W organizacji szybko doszło jednak do wewnętrznego konfliktu między frakcją radykalną, której przewodził Ali Salih as-Sadi, a stronnictwem umiarkowanym, do którego należał al-Bakr. Wewnętrzne spory w partii wykorzystał gen. Abd as-Salam Arif, przeprowadzając kolejny przewrót i przejmując całą władzę w swoje ręce. Al-Bakr, podobnie jak inni czołowi baasiści, stracił stanowisko. Nadal był natomiast członkiem ścisłego kierownictwa irackiej partii Baas.
Wiosną 1968 w domu al-Bakra odbyło się spotkanie czołowych baasistów i wpływowych oficerów o nacjonalistycznych poglądach z przedstawicielem prezydenta Abd ar-Rahmana Arifa, który prosił partię Baas o wsparcie rządu Tahira Jahji. Organizacja nie zgodziła się wesprzeć rządu. Kilka tygodni później al-Bakr i czterech innych baasistów wystosowali jednak do Jahji apel o rekonstrukcję rządu, by stał się on gabinetem jedności narodowej.

### Dojście do władzy
Wobec faktu, iż próby odzyskania władzy inną drogą zawiodły, w lipcu 1968 roku iracka partia Baas zorganizowała kolejny zamach stanu.  Baasiści nawiązali kontakt z wpływowymi oficerami, którzy dotąd byli lojalni wobec prezydenta, jednak rozczarowali się co do niego. Pozyskali w ten sposób do spisku kierującego Wywiadem Wojskowym Abd ar-Razzaka an-Najifa, dowódcę Gwardii Republikańskiej Ibrahima Abd ar-Rahmana Dawuda oraz dowódcę 10 brygady pancernej Saduna Ghajdana. Ten ostatni w dniu 17 lipca 1968 wprowadził al-Bakra, Hardana at-Tikritiego oraz Saliha Mahdiego Ammasza do dowództwa 10 brygady pancernej. Pucz nie spotkał się z żadnym oporem. Dotychczasowy prezydent Abd ar-Rahman Arif został wygnany z kraju i udał się do Londynu.
Po tym wydarzeniu al-Bakr stał się najpotężniejszym politykiem w Iraku, co wynikało z jego wieku (był najstarszy w nowej elicie władzy), doświadczenia i faktu, że jako jedyny działał przed 1958 w ruchu Wolnych Oficerów i jako jedyny przed tą datą dosłużył się wysokiego stopnia wojskowego. 18 lipca objął urząd prezydenta.

### Prezydent Iraku

#### Konsolidacja władzy

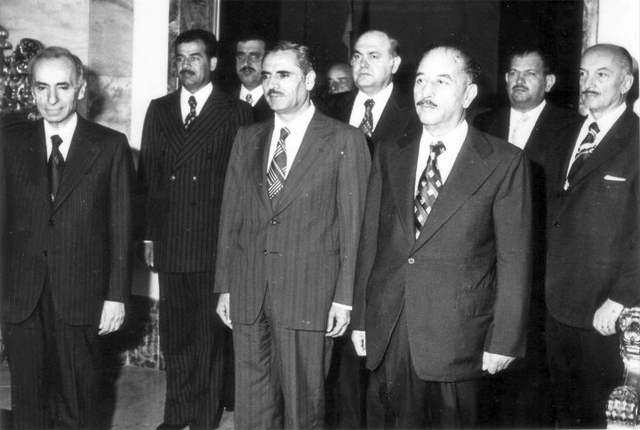
Przywództwo Narodowe irackiej partii Baas. W pierwszym rzędzie Michel Aflak, Szibli al-Ajsami i Ahmad Hasan al-Bakr, w drugim rzędzie Saddam Husajn

Saddam Husajn i Ahmad Hasan al-Bakr po zamachu stanu w 1968 skonsolidowali władzę w Iraku w swoich rękach

Pierwszym premierem po zamachu został Abd ar-Razzak an-Najif, jednak 30 lipca 1968 baasiści zmusili go do rezygnacji. Wówczas szefem rządu został al-Bakr. W jego gabinecie znalazło się czternastu polityków partii Baas, dziewięciu niezależnych nacjonalistów i trzech Kurdów. Prawdziwym ośrodkiem władzy była jednak Rada Dowództwa Rewolucji kierowana również przez al-Bakra. Jej członkowie sprawowali kolegialnie władzę dyktatorską. W tym samym roku Ahmad Hasan al-Bakr usynowił swojego kuzyna Saddama Husajna i mianował go swoim zastępcą w strukturach partyjnych.
W celu umocnienia władzy, od jesieni 1968 roku irackie służby specjalne przeprowadziły na szeroką skalę serię czystek, w rezultacie których aresztowano wiele osób, które w mniemaniu partii Baas mogły przedstawiać dla niej zagrożenie. W szczególności usunięto ze stanowisk w armii i służbach bezpieczeństwa oficerów uznanych za nielojalnych, zastępując ich niedoświadczonymi politykami partii Baas. Do każdego oddziału skierowano partyjnego aktywistę spełniającego obowiązki komisarza politycznego; o obsadzie tych stanowisk decydowali al-Bakr i Saddam Husajn. Ponownie zaatakowano również partie opozycyjne, zarówno lewicowe, jak i prawicowe. Do końca 1968 aresztowano kilkuset oficerów, czterdziestu zagranicznych biznesmenów i liczną grupę polityków, w tym komunistów, naserystów i sympatyków syryjskiej gałęzi partii Baas, z którą organizacja iracka była skłócona. Część z tych ludzi została następnie skazana na śmierć i publicznie stracona lub zmarła w więzieniu (albo krótko po zwolnieniu) wskutek tortur. Kolejna fala represji przeciwko Irackiej Partii Komunistycznej, podczas której wskutek tortur zmarło kilku jej czołowych działaczy, nastąpiła w 1971. Szczególny rozgłos miał natomiast odkryty przez Saddama Husajna tzw. syjonistyczny spisek.  Żydzi, obwinieni o współpracę z izraelskimi służbami specjalnymi i wspieranie w porozumieniu z nimi powstania Kurdów zostali publicznie straceni na placach Bagdadu, przy entuzjazmie tłumów mieszkańców.
Bardzo szybko pozycji al-Bakra w elicie władzy zaczęli zagrażać jego wieloletni współpracownicy, razem z nim kierujący zamachem stanu w lipcu 1968 – Salih Mahdi Ammasz oraz Hardan at-Tikriti. Każdy z nich posiadał pewne wsparcie wojska i mógł stanowić dla al-Bakra realną konkurencję w walce o władzę. Ammasz i at-Tikriti zwalczali się jednak nawzajem, każdy z nich chciał, by kierowane przez niego ministerstwo (odpowiednio – resort spraw wewnętrznych i obrony) miało jak najszersze kompetencje i każdy, wbrew drugiemu, tworzył własne organizacje paramilitarne. Al-Bakr budował swoją pozycję w oparciu o aparat partyjny oraz o służby bezpieczeństwa (Narodowe Biuro Bezpieczeństwa), które nadzorował lojalny wobec niego Saddam Husajn.
W 1969, Ahmad Hasan al-Bakr uzyskał na partyjnym kongresie reelekcję do Przywództwa Regionalnego irackiej partii Baas. Na kongresie tym doszło do niemal całkowitej wymiany przywództwa partyjnego. Poza Salihem Mahdim Ammaszem i al-Bakrem weszli do niego niemal wyłącznie świeccy działacze sunniccy, zawdzięczający swoją pozycję w organizacji protekcji Saddama Husajna oraz al-Bakra. Proces walk o władzę w kierownictwie irackiej partii Baas może być rekonstruowany jedynie częściowo z uwagi na tajność działań organów partyjnych i państwowych. Ich dokumenty nigdy nie zostały upublicznione. W latach 1969–1970 al-Bakr przy pomocy Saddama Husajna ostatecznie pozbył się najpoważniejszych konkurentów. W 1969 Ammasz i at-Tikriti zostali pozbawieni stanowisk wicepremierów (stanowiska te zostały zlikwidowane) oraz stanowisk ministerialnych i mianowani wiceprezydentami. W 1970 at-Tikritiego oskarżono o zablokowanie interwencji irackiej po stronie palestyńskich organizacji zbrojnych podczas wydarzeń Czarnego Września w Jordanii. Wojskowy został zmuszony do opuszczenia kraju, a w 1971 zamordowany. Ammasza mianowano natomiast w 1971 ambasadorem Iraku w ZSRR.

#### Polityka wewnętrzna al-Bakra w latach 1968-1973
W polityce wewnętrznej Ahmad Hasan al-Bakr kontynuował linię polityczną obalonego prezydenta Abd ar-Rahmana Arifa (nakreśloną wcześniej przez jego poprzednika i brata Abd as-Salama Arifa). Nie zdecydował się ani na dalsze nacjonalizacje prywatnych przedsiębiorstw, ani na rewizję polityki związanej z wydobyciem ropy naftowej.
Al-Bakr dokończył reformę rolną, zainicjowaną jeszcze przez rząd Abd al-Karima Kasima. W 1969 ogłosił, że odszkodowania dla wywłaszczanych właścicieli ziemskich, wbrew poprzednim ustaleniom, nie zostaną wypłacone. Rząd opracował również bardziej złożony system rozdzielania ziemi, uwzględniający żyzność gleb, położenie i dostęp do wody. Do oficjalnego ukończenia reformy w 1972 na wsi nadal dominowała jednak wielka i średnia własność. Równocześnie znacząco poprawił się poziom życia na wsi, gdzie również znacząco poszerzono sieć szkół i placówek służby zdrowia. Razem z nimi powstawały komórki irackiej partii Baas.
W 1972 rozpoczął się w Iraku proces nacjonalizacji zachodnich firm paliwowych, które do tej pory miały monopol w Iraku. W wyniku nacjonalizacji w przeciągu dwóch lat dochody kraju z ropy wzrosły aż dziesięciokrotnie. Ahmad Hasan al-Bakr aktywnie przyczyniał się do modernizacji gospodarki kraju. Nadzorował także modernizację regionów wiejskich, mechanizację rolnictwa i dystrybucję ziemi. Jego zasługą są też znaczące przemiany w przemyśle energetycznym oraz w usługach publicznych, takich jak transport i edukacja. Mimo formalnie socjalistycznego charakteru partii Baas w kraju dominował wolny rynek. Polityka ta poprawiła warunki życia zwykłych obywateli. W 1974 r. na budownictwo mieszkaniowe przeznaczono dziewięciokrotnie wyższy nakład niż dwa lata wcześniej, na transport jedenastokrotnie a na inwestycje przemysłowe, zakłady, infrastrukturę i fabryki dwunastokrotnie. Znacznie poprawiał się też poziom życia. W połowie lat 70. Irak wykupił od firmy Karkar Electronics z San Francisco najnowocześniejsze w ówczesnym świecie radiotelefony. W ten sposób znacznie rozbudowano komunikację i łączność w kraju.

#### Polityka zagraniczna w pierwszych latach rządów partii Baas
Stosunki międzynarodowe Iraku w pierwszych latach rządów al-Bakra były trudne. Od początku drugiego okresu rządów partii Baas w Iraku skomplikowane były relacje z Syrią, chociaż tam również, od marca 1963, rządzili politycy utożsamiający się z baasizmem. Według przywódców syryjskiego oddziału partii przywódcy Iraku, którzy już raz zdobyli i stracili władzę, nie zasługiwali na zaufanie. Równocześnie iracki oddział partii był dalece mniej radykalny, niż struktury syryjskie kierowane od zamachu stanu w 1966 przez radykalnego socjalistę Salaha Dżadida. Ostateczną przyczyną zerwania współpracy między organizacjami było przybycie do Bagdadu Michela Aflaka, twórcy baasizmu wyeliminowanego z syryjskiej elity władzy w 1966. Od 1966 obydwie partie funkcjonowały równolegle, każda posiadała własne Przywództwo Narodowe aspirujące do przewodzenia w ruchu baasistowskim w całym świecie arabskim. Obydwie organizacje atakowały się wzajemnie propagandowo i zarzucały sobie zdradę idei baasizmu. Do pewnej poprawy w tej kwestii doszło po 1970, gdy drogą kolejnego zamachu stanu władzę w Syrii przejął bardziej umiarkowany w poglądach Hafiz al-Asad.
W 1969 roku z irackiej inicjatywy powstała palestyńska formacja zbrojna – Arabski Front Wyzwolenia, podlegająca irackiej partii Baas. Przywódcą grupy został Zajd Hajdar – zamieszkały w Iraku Palestyńczyk i członek tamtejszej partii Baas. Arabski Front Wyzwolenia był (i pozostaje dalej) jednym z członków Organizacji Wyzwolenia Palestyny. Irakijczycy wspierali także działającego pierwotnie w al-Fatahu palestyńskiego terrorystę Abu Nidala a następnie finansowali i zaopatrywali utworzoną przez niego grupę Fatah-Rada Rewolucyjna.
Z niepokojem działalność baasistowskiego rządu obserwowała Jordania oraz Egipt, zwłaszcza po śmierci Gamala Abdel Nasera i objęciu urzędu prezydenta przez Anwara as-Sadata w 1970. Od 1967 Irak nie utrzymywał stosunków dyplomatycznych ze Stanami Zjednoczonymi, zaś w 1971 zerwał również kontakty z Wielką Brytanią. Jedynym państwem Europy Zachodniej, z którym Irak pozostawał w przyjaznych relacjach, była Francja. Z Iranem Irak toczył spór o granicę na Szatt al-Arab; stosunki między tymi państwami w 1971 również zostały zerwane. Głównym partnerem Iraku był ZSRR. Radziecko-iracki traktat o przyjaźni i współpracy, zapewniający wszechstronne radzieckie wsparcie dla reżimu irackiego, został podpisany w 1972. Sam al-Bakr był przeciwny nawiązaniu stosunków z ZSRR a według jednej z wersji w trakcie jednej z ostrych dyskusji na temat polityki zagranicznej, zdenerwowany Husajn miał wyciągnąć broń i strzelić w przedramię dyskutanta. Opierając się na wsparciu ZSRR, rząd znacjonalizował przemysł naftowy i przezbroił iracką armię. Zainteresowane Bliskim Wschodem Stany Zjednoczone były niezadowolone z radykalnej polityki irackiego rządu. W 1975 roku w ramach pogłębienia relacji z blokiem wschodnim, Irak zyskał status obserwatora w Radzie Wzajemnej Pomocy Gospodarczej. Układ z ZSRR spowodował pogorszenie relacji z USA, które zdecydowały się m.in. finansować w latach 1973-1975 kurdyjskich rebeliantów walczących z rządem Baas. Pod wpływem al-Bakra, Irak zdystansował się od ZSRR i rozpoczął proces poprawy stosunków z USA.
W 1973 roku Irak skierował dywizję wojsk na front syryjski w wojnie Jom Kipur. Wojska te odegrały znaczącą rolę w walkach, chociaż ostatecznie zostały odparte przez Izrael. Mimo wspólnego udziału w wojnie relacje Iraku z Syrią i Egiptem nie były najlepsze. Rządy Syrii i Egiptu nie skonsultowały z Irakiem swoich planów wojennych, ani również nie uprzedziły o zawieszeniu broni. W rezultacie Irak nie zaakceptował dotyczącej zawieszenia broni rezolucji ONZ nr 338.

##### Relacje z Indiami i Pakistanem
Dobre relacje Ahmad Hasan al-Bakr nawiązał z rządzonymi przez Indirę Gandhi Indiami. Wrogie stosunki utrzymywał natomiast z Pakistanem. Gdy w lutym 1973 roku premier tego państwa, Zulfikar Ali Bhutto nakazał armii stłumić rebelię, do której doszło w Beludżystanie, wojska pakistańskie miały rzekomo odkryć skład broni pochodzącej z Iraku. Szach Iranu obawiający się rozprzestrzeniania się tendencji separatystycznych w irańskim Beludżystanie, wspomógł armię pakistańską. Irak po raz kolejny wysłał na pomoc separatystom broń transportowaną poprzez porty Pakistanu. Pakistańskiej flocie udało się jednak zachować skuteczną blokadę portów. Irak wsparł separatystów beludżystańskich, mając nadzieję na to że konflikt rozprzestrzeni się również na terytorium Iranu. W 1973 roku Irak dostarczył siłom beludżystańskim broń konwencjonalną oraz otworzył w Bagdadzie biuro Frontu Wyzwolenia Beludżystanu (BLF). Iracka operacja miała pozostać w tajemnicy, jednak jeszcze w tym samym roku została wykryta przez pakistańskie służby specjalne MI po tym jak jeden z przywódców separatystów, Akbar Bugati poinformował o broni przechowywanej w irackiej ambasadzie. O północny 9 lutego 1973 roku, wojsko pakistańskie rozpoczęło operację zajęcia irackiej ambasady. Pakistańczykom udało się aresztować ambasadora, jego wojskowego attaché, i personel dyplomatyczny. Władze wykryły 300 radzieckich pistoletów maszynowych z pięciotysięczną liczbą naboi i pokaźną kwotą finansową, miały być one rozprowadzone pośród grup separatystów w Beludżystanie. Bhutto, nakazał żandarmerii natychmiast wyrzucić z kraju irackiego ambasadora i jego personel, uznając irackich dyplomatów za persona non grata.

#### Polityka wewnętrzna al-Bakra w latach 1973-1979
W czerwcu 1973 zamachu stanu w Iraku usiłował dokonać dawny protegowany Saddama Husajna, Nazim Kazzar, kierujący partyjną organizacją bezpieczeństwa wewnętrznego. W dniu, gdy prezydent al-Bakr wracał z oficjalnej wizyty w Polsce, Kazzar porwał ministra obrony Hammada Szihaba i ministra spraw wewnętrznych Saduna Ghajdana, a samego al-Bakra zamierzał zamordować. Samolot prezydencki spóźnił się jednak, a zamachowcy opuścili lotnisko. Zamach zakończył się niepowodzeniem, a Kazzar został zabity. Osoby, które pomagały mu w organizacji zamachu, stanęły przed specjalnym trybunałem i zostały skazane na śmierć lub długoletnie więzienie.

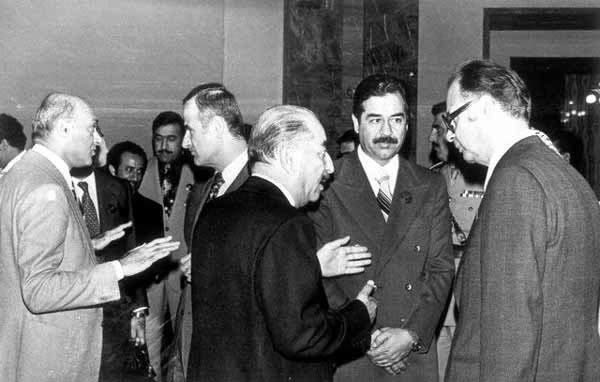
Al-Bakr na szczycie Ligi Arabskiej w Bagdadzie w 1978 roku, na fotografii widoczni są również Saddam Husajn, prezydent Syrii Hafiz al-Asad oraz premier Libanu, Salim al-Huss

Niemal całkowita izolacja Iraku na arenie międzynarodowej i trudności wewnętrzne wymusiły na irackich przywódcach korekty w polityce wewnętrznej. Do władzy na ograniczoną skalę dopuszczono inne partie. Pod auspicjami rządu powstał Narodowy Front Patriotyczny, do którego weszły obok partii Baas także Iracka Partia Komunistyczna, kurdyjska Partia Rewolucyjna i prorządowe sekcje Demokratycznej Partii Kurdystanu. Pod naciskiem radzieckim, w związku z podpisaniem iracko-radzieckiego traktatu o przyjaźni, komuniści zaprzestali krytyki rządów Baas. Utworzenie Frontu al-Bakr, dla celów propagandowych, przedstawił jako krok, który był planowany od dawna, odkąd partia Baas przejęła władzę. Podkreślił równocześnie, że tylko Rada Dowództwa Rewolucji, zdominowana przez Baas, miała prawo prowadzić działalność polityczną w wojsku. W praktyce al-Bakr od początku zastrzegał, że żadna z lewicowych partii nie będzie dopuszczona do realnego sprawowania władzy. Równocześnie pod wrażeniem spisku Kazzara al-Bakr postanowił jeszcze silniej skonsolidować realną władzę w rękach własnych i lojalnego Saddama Husajna. Sam objął ministerstwo obrony w miejsce zamordowanego podczas zamachu Hammada Szihaba, zaś na czele aparatu bezpieczeństwa postawił przyrodniego brata Saddama Husajna – Barzana Ibrahima at-Tikritiego oraz innego działacza wywodzącego się z Tikritu, Saduna Szakira. Poszerzono również kompetencje prezydenta przewidziane w tymczasowej konstytucji Iraku. Zapisano, że miał on stać na czele sił zbrojnych, a także odpowiadać za zachowanie integralności i niezawisłości kraju, wprowadzanie w życie konstytucji, ustaw, rezolucji, decyzji sądów, kontrolować działalność ministerstw, mianować ministrów, sędziów, urzędników, oficerów. Partia Baas zaczęła rozwijać kult jednostki al-Bakra i Saddama Husajna.
Najpoważniejszym problemem wewnętrznym Iraku pod rządami al-Bakra w latach 1973-1974 pozostawała kwestia kurdyjska. Kurdowie pod wodzą Mustafy Barzaniego walczyli o niepodległe państwo, wspierani przez Iran i Stany Zjednoczone. USA i ich irański sojusznik kierowali do nich doradców wojskowych, broń i pieniądze. Jesienią 1973 rząd al-Bakra podjął negocjacje z Kurdami, jednak propozycje autonomii na znacznie mniejszym obszarze, bez bogatej w ropę naftową prowincji Kirkuk, nie satysfakcjonowały Kurdów. W 1974 doszło do otwartych walk między Kurdami a wojskiem irackim. Trwały one do 1975, gdy Iran wycofał się z udzielania Kurdom pomocy na mocy porozumienia w Algierze. Iran w zamian za zrzeczenie się przez Irak prawa do części szlaku wodnego w Szatt al Arab wycofał swoje wsparcie dla Kurdów.

#### Polityka zagraniczna 1973-1979
Po 1973 iracki rząd coraz silniej dystansował się od haseł baasistowskich. Bogactwo, jakie uzyskał Irak dzięki nacjonalizacji złóż naftowych, doprowadziło elitę władzy do przekonania, że Bagdad mógł prowadzić politykę zagraniczną samodzielnie, bez oglądania się na oczekiwania radzieckie. Od 1975 do końca rządów al-Bakra polityka zagraniczna Iraku opierała się na staraniach o poprawę stosunków z tymi krajami arabskimi, z którymi Irak nie miał dotąd dobrych relacji. Nie rezygnowano przy tym z wojowniczej retoryki. W szczególności od 1975 al-Bakr zabiegał o poprawę stosunków z Arabią Saudyjską oraz Kuwejtem, z którym w 1975 ustalono przebieg granicy. Bardzo złe pozostawały natomiast stosunki iracko-syryjskie, poza chwilowym ociepleniem między jesienią 1978 a czerwcem 1979. Postępowało rozluźnienie relacji z ZSRR. W 1978 prezydent al-Bakr, przemawiając na uroczystościach kolejnej rocznicy zamachu stanu, w ogóle nie wspomniał o sojuszu z tym krajem.
W 1978 roku w Iraku obradował kongres Ligi Arabskiej. Irak starał się skupiać wokół siebie państwa wrogie wobec uregulowania kontaktów z Izraelem przez Egipt.

### Utrata władzy
Pozycja Ahmada Hasana al-Bakra stawała się coraz mniej znacząca w miarę wzmacniania kontroli partii Baas nad siłami zbrojnymi. Na znaczeniu systematycznie zyskiwał natomiast Saddam Husajn, kontrolujący aparat bezpieczeństwa i formacje paramilitarne. W 1977 al-Bakr przekazał resort obrony w ręce swojego zięcia Adnana Chajr Allaha, przyrodniego brata Saddama Husajna. Al-Bakr poważnie podupadł również na zdrowiu.
16 lipca 1979 Ahmad Hasan al-Bakr ogłosił w telewizji swoją rezygnację z urzędu prezydenckiego. Na nową głowę państwa natychmiast zaprzysiężony został Saddam Husajn. Nie jest jasne, czy al-Bakr podjął tę decyzję dobrowolnie, czy też został zmuszony. Były prezydent całkowicie wycofał się z życia publicznego. Gdy zmarł w 1982, wydarzenie to przeszło w Iraku niemal całkowicie niezauważenie.

## Odznaczenia
W 1968 otrzymał Order Odrodzenia Polski I klasy.